# Cruz Machado
Cruz Machado är en kommun i Brasilien.   Den ligger i delstaten Paraná, i den södra delen av landet, 1 200 km söder om huvudstaden Brasília. Antalet invånare är 18 043.
I omgivningarna runt Cruz Machado växer i huvudsak städsegrön lövskog. Runt Cruz Machado är det mycket glesbefolkat, med 5 invånare per kvadratkilometer.